# 許金仙女
許金仙女（西班牙語：Flor de Loto；1953年2月11日—），台灣苗栗人，佛拉明哥舞蹈家。

## 生平
許金仙女出生於苗栗竹南，1980年畢業於國立臺灣藝術專科學校舞蹈系，後於1982年前往西班牙馬德里皇家舞蹈藝術學院留學，1988年創立佛洛黛蓮舞蹈團，展開舞蹈演藝與教學生涯，並於1991年成為取得西班牙舞蹈教授學位的首位華人，作品〈火踏〉（JOTA）曾兩度在卡洛斯三世皇家劇場演出，並獲贈皇家卡洛斯三世皇家劇場200週年紀念獎章。
1992年2月許金仙女首度帶領佛洛黛蓮舞蹈團在台灣進行巡迴公演，此後她與舞團在1994年、1996年、2000年也回台公演。許金仙女於2001年返台後致力推廣西班牙舞蹈藝術，並結合西班牙地方舞、波麗露、佛拉明哥、古典西班牙舞創作舞蹈作品。2002年6月2日，許金仙女宣佈成立中華民國西班牙舞蹈協會，該協會自2001年起每年都會定期舉辦秋會「國際佛拉明哥在台北」，也會固定舉行西班牙文化講座，以推廣、介紹西班牙舞蹈藝術文化。
《Taiwan Panorama》專文稱其為「Flamenco Queen」，並讚揚她是「華人世界佛拉明哥始祖」。《CincoDias》報導她將傳統西班牙舞蹈帶入華語地區，對於佛拉明哥文化推廣及影響深遠 。

### 舞碼創作
| 年份   | 舞碼創作/發表               | 演出地點               |
| ------ | --------------------------- | ---------------------- |
| 2002年 | 佛拉明哥 Alegría            | 環亞飯店中庭           |
| 2003年 | 地方舞蹈 Sevillanas (新創)  | 紐約紐約               |
| 2004年 | 佛拉明哥 Marcaje            | 大安森林公園露天音樂台 |
| 2005年 | 佛拉明哥 Bulería            | 大安森林公園露天音樂台 |
| 2006年 | 佛拉明哥 Contratiempo       | 華山文化園區           |
| 2007年 | 波麗露(Malagueña)           | 台北市中山堂光復廳     |
| 2008年 | 嫵媚女人(Corre Corre)       | 台北市中山堂光復廳     |
| 2009年 | 飛旋人生(Volar por La Vida) | 台北市中山堂光復廳     |
| 2010年 | 鬥牛廣場(Plaza de Toros)    | 台北市中山堂光復廳     |
| 2012年 | 吉普賽倫巴(Rumba Gitana)    | 台北市中山堂光復廳     |
| 2013年 | 在棚屋裡(En la Chabola)     | 台北市中山堂光復廳     |
| 2016年 | 雨(La Lluvia)               | 台北市中山堂光復廳     |
| 2018年 | 橄提香(Cantiña)             | 台北市中山堂光復廳     |

### 專業文章
1. 古典西班牙與佛拉明哥
2. 談佛拉明哥

## 外部連結
- 許金仙女西班牙舞蹈團 Youtube頻道 （页面存档备份，存于）
- 許金仙女Facebook專頁 （页面存档备份，存于）